# The Chronological Classics: Duke Ellington and His Orchestra 1928
The Chronological Classics: Duke Ellington and His Orchestra 1928 è una Compilation del pianista e caporchestra statunitense jazz Duke Ellington, pubblicato dalla casa discografica francese Classics Records nel 1990.

## Tracce

### CD
1. Black Beauty (Firewater) (Brunswick 4009) – 3:05 (Duke Ellington) – Registrato il 21 marzo 1928 a New York
2. Black Beauty (Victor 21580) – 2:52 (Duke Ellington) – Registrato il 26 marzo 1928 a New York
3. Jubilee Stomp – 2:34 (Duke Ellington) – Registrato il 26 marzo 1928 a New York
4. Got Everything But You – 2:56 (Andy Razaf, Jack Palmer) – Registrato il 26 marzo 1928 a New York
5. Yellow Dog Blues – 2:47 (W. C. Handy) – Registrato il 5 giugno 1928 a New York
6. Tishomingo Blues – 2:52 (Spencer Williams) – Registrato il 5 giugno 1928 a New York
7. Diga Diga Doo – 2:51 (Dorothy Fields, Jimmy McHugh) – Registrato il 10 luglio 1928 a New York
8. Doin' the New Low-Down – 3:04 (Dorothy Fields, Jimmy McHugh) – Registrato il 10 luglio 1928 a New York
9. Black Beauty (Okeh 8636) – 3:00 (Duke Ellington) – Registrato il 1º ottobre 1928 a New York
10. Swampy River – 2:48 (Duke Ellington) – Registrato il 1º ottobre 1928 a New York
11. The Mooche (Okeh 8623) – 3:12 (Duke Ellington) – Registrato il 1º ottobre 1928 a New York
12. Move Over (Okeh 8638) – 3:02 (Duke Ellington) – Registrato il 1º ottobre 1928 a New York
13. Hot and Bothered (Okeh 8623) – 3:15 (Duke Ellington) – Registrato il 1º ottobre 1928 a New York
14. The Mooche (Cameo 9032) – 2:49 (Duke Ellington) – Registrato nell'ottobre 1928 a New York
15. Hot and Bothered (Cameo 9023) – 2:44 (Duke Ellington) – Registrato nell'ottobre 1928 a New York
16. Move Over (Cameo 9025) – 2:53 (Duke Ellington) – Registrato nell'ottobre 1928 a New York
17. The Mooche (Brunswick 4122) – 3:08 (Duke Ellington) – Registrato il 17 ottobre 1928 a New York
18. Louisiana – 2:58 (Andy Razaf, Bob Schafer, Jay Cee Johnson) – Registrato il 17 ottobre 1928 a New York
19. Awful Sad – 3:13 (Duke Ellington) – Registrato il 20 ottobre 1928 a New York
20. The Mooche (Victor V-38034) – 3:31 (Duke Ellington) – Registrato il 30 ottobre 1928 a New York
21. Santa Claus Bring My Man Back – 2:53 (Porter Grainger) – Registrato il 30 ottobre 1928 a New York
22. I Done Caught You Blues – 3:00 (Porter Grainger) – Registrato il 30 ottobre 1928 a New York
23. I Can't Give You Anything But Love – 3:03 (Dorothy Fields, Jimmy McHugh) – Registrato il 30 ottobre 1928 a New York
24. No, Papa, No (Strumentale) – 3:20 (Victoria Spivey) – Registrato il 30 ottobre 1928 a New York

## Musicisti
Black Beauty (Firewater)

The Washingtonians
- Duke Ellington – piano, arrangiamento, direttore orchestra
- Arthur Whetsol – tromba
- Louis Metcalf – tromba
- Joe "Tricky Sam" Nanton – trombone
- Otto Hardwick – sassofono soprano, sassofono alto, sassofono baritono, sassofono basso
- Harry Carney – clarinetto, sassofono alto, sassofono baritono
- Barney Bigard – clarinetto, sassofono tenore
- Fred Guy – banjo
- Wellman Braud – contrabbasso
- Sonny Greer – batteria

Black Beauty / Jubilee Stomp / Got Everything But You

Duke Ellington and His Orchestra
- Duke Ellington – piano, arrangiamento, direttore orchestra
- Arthur Whetsol – tromba
- Bubber Miley – tromba
- Joe "Tricky Sam" Nanton – trombone
- Otto Hardwick – sassofono soprano, sassofono alto, sassofono baritono, sassofono basso
- Harry Carney – clarinetto, sassofono alto, sassofono baritono
- Barney Bigard – clarinetto, sassofono tenore
- Fred Guy – banjo
- Wellman Braud – contrabbasso
- Sonny Greer – batteria

Yellow Dog Blues / Tishomingo Blues

Duke Ellington and His Orchestra
- Duke Ellington – piano, arrangiamento, direttore orchestra
- Louis Metcalf – tromba
- Bubber Miley – tromba
- Joe "Tricky Sam" Nanton – trombone
- Johnny Hodges – clarinetto, sassofono soprano, sassofono alto
- Harry Carney – clarinetto, sassofono alto, sassofono baritono
- Barney Bigard – clarinetto, sassofono tenore
- Fred Guy – banjo
- Wellman Braud – contrabbasso
- Sonny Greer – batteria

Diga Diga Doo / Doin' the New Low-Down

Duke Ellington and His Orchestra
- Duke Ellington – piano, arrangiamento, direttore orchestra
- Irving Mills – voce
- Arthur Whetsol – tromba
- Bubber Miley – tromba
- Joe "Tricky Sam" Nanton – trombone
- Johnny Hodges – clarinetto, sassofono soprano, sassofono alto
- Harry Carney – clarinetto, sassofono alto, sassofono baritono
- Barney Bigard – clarinetto, sassofono tenore
- Fred Guy – banjo
- Wellman Braud – contrabbasso
- Sonny Greer – batteria

Black Beauty / Swampy River
- Duke Ellington – piano (solo

The Mooche / Move Over / Hot and Bothered

Duke Ellington and His Orchestra (nel brano: Move Over, come Lonnie Johnson's Harlem Footwarmers)
- Duke Ellington – piano, arrangiamento e direttore orchestra
- Baby Cox – voce (brani: The Mooche e Hot and Bothered)
- Bubber Miley – tromba
- Arthue Whetsol – tromba
- Joe "Tricky Sam" Nanton – trombone
- Johnny Hodges – clarinetto, sassofono soprano, sassofono alto
- Harry Carney – clarinetto, sassofono alto, sassofono baritono
- Barney Bigard – clarinetto, sassofono tenore
- Fred Guy – banjo
- Lonnie Johnson – chitarra
- Welmann Braud – contrabbasso
- Sonny Greer – batteria

The Mooche / Hot and Bothered / Move Over

The Whoopee Makers
- Duke Ellington – piano, arrangiamento e direttore orchestra
- Bubber Miley – tromba
- Arthue Whetsol – tromba
- Joe "Tricky Sam" Nanton – trombone
- Johnny Hodges – clarinetto, sassofono soprano, sassofono alto
- Harry Carney – clarinetto, sassofono alto, sassofono baritono
- Barney Bigard – clarinetto, sassofono tenore
- Fred Guy – banjo
- Welmann Braud – contrabbasso
- Sonny Greer – batteria

The Mooche / Louisiana

Duke Ellington and His Cotton Club Orchestra
- Duke Ellington – piano, arrangiamento e direttore orchestra
- Bubber Miley – tromba
- Arthue Whetsol – tromba
- Joe "Tricky Sam" Nanton – trombone
- Johnny Hodges – clarinetto, sassofono soprano, sassofono alto
- Harry Carney – clarinetto, sassofono alto, sassofono baritono
- Barney Bigard – clarinetto, sassofono tenore
- Fred Guy – banjo
- Welmann Braud – contrabbasso
- Sonny Greer – batteria

Awful Sad

Duke Ellington and His Cotton Club Orchestra
- Duke Ellington – piano, arrangiamento e direttore orchestra
- Bubber Miley – tromba
- Arthue Whetsol – tromba
- Freddy Jenkins – tromba
- Joe "Tricky Sam" Nanton – trombone
- Harry White – trombone
- Johnny Hodges – clarinetto, sassofono soprano, sassofono alto
- Harry Carney – clarinetto, sassofono alto, sassofono baritono
- Barney Bigard – clarinetto, sassofono tenore
- Fred Guy – banjo
- Welmann Braud – contrabbasso
- Sonny Greer – batteria

The Mooche

Duke Ellington and His Cotton Club Orchestra
- Duke Ellington – piano, arrangiamento e direttore orchestra
- Arthue Whetsol – tromba
- Freddy Jenkins – tromba
- Joe "Tricky Sam" Nanton – trombone
- Johnny Hodges – clarinetto, sassofono soprano, sassofono alto
- Harry Carney – clarinetto, sassofono alto, sassofono baritono
- Barney Bigard – clarinetto, sassofono tenore
- Fred Guy – banjo
- Welmann Braud – tuba
- Sonny Greer – batteria

Santa Claus Bring My Man Back / I Done Caught You Blues

Ozie Ware Soprano with "Hot Five"
- Duke Ellington – piano
- Ozie Ware – voce
- Arthur Whetsol – tromba
- Barney Bigard – clarinetto
- Billy Taylor – tuba
- Sonny Greer – batteria

I Can't Give You Anything But Love / No, Papa, No

Duke Ellington and His Cotton Club Orchestra
- Duke Ellington – piano, arrangiamento e direttore orchestra
- Baby Cox – voce (brano: I Can't Give You Anything But Love)
- Goody Goodwyn – voce (brano: I Can't Give You Anything But Love)
- Arthue Whetsol – tromba
- Freddy Jenkins – tromba
- Joe "Tricky Sam" Nanton – trombone
- Johnny Hodges – clarinetto, sassofono soprano, sassofono alto
- Harry Carney – clarinetto, sassofono alto, sassofono baritono
- Barney Bigard – clarinetto, sassofono tenore
- Fred Guy – banjo
- Welmann Braud – tuba
- Sonny Greer – batteria[1]